# موچرلا
موچرلا، روستایی از توابع بخش بشارت شهرستان الیگودرز در استان لرستان ایران است.

## جمعیت
این روستا در دهستان ذلقی شرقی قرار دارد و براساس سرشماری مرکز آمار ایران در سال ۱۳۸۵، جمعیت آن ۱۱۷ نفر (۲۴خانوار) بوده‌است.